# Саку (впадина)
Саку (яп. 佐久盆地 саку-бонти) — впадина в Японии, расположенная в центральной части острова Хонсю, на востоке префектуры Нагано.
Впадина лежит на высоте 600—1000 м над уровнем моря, в верховьях реки Тикума (Синано), которая течёт по ней на север. Она окружена горами Асама, Яцугатаке и другими. В пределах впадины в Тикуму впадает Намедзу (яп. 滑津川). На юге Тикума образует конусы выноса, где распространено рисоводство. На севере лежит вулканическое плато, сформированное извержениями горы Асама, на котором выращивают овощи и фрукты.
Во впадине Саку лежат города Коморо и Саку.
Климат сухой и холодный. Среднегодовая норма осадков составляет 900—1000 мм, среднегодовая температура — 11°С.